# Thibault Tricole
Thibault Tricole (Auray, 11 oktober 1989) is een Franse darter die uitkomt voor de PDC.

## Carrière
In september 2019 kwalificeerde hij zich voor het BDO World Darts Championship 2020 als de West-Europese qualifier. Tricole werd de eerste Franse speler die een wedstrijd van BDO World Darts Championship won na een 3-2 overwinning op Ross Montgomery in de voorronde. In 2021 won hij de Denmark Open met 6-3 van Andreas Harrysson in de finale.

### 2022
Tricole slaagde erin om de eerste Fransman te worden die een finale van een WK darts bereikte tijdens het WDF World Darts Championship 2022, waarin hij werd verslagen door Neil Duff.
In juni won hij samen met de Belgische Andy Baetens het koppeltoernooi voor heren op de Dutch Open Darts.
De Fransman wist in oktober Challenge Tour 21 op zijn naam te schrijven. Hij versloeg Gian van Veen in de finale.

### 2023
Op de World Cup of Darts vertegenwoordigde Tricole zijn thuisland samen met Jacques Labre. In de groepsfase wisten de twee zowel Brendan Dolan & Daryl Gurney uit Noord-Ierland als Vladyslav Omeltsjenko & Ilya Pekaruk uit Oekraïne te verslaan. De uit Zuid-Afrika afkomstige Devon Petersen & Vernon Bouwers werden in de tweede ronde gepasseerd. In de kwartfinale waren de Schotten Peter Wright & Gary Anderson uiteindelijk te sterk.
Op 18 november nam Tricole deel aan de West Europe Qualifier om zich te plaatsen voor het PDC World Darts Championship 2024. Hij won het toernooi door achtereenvolgens Silvio Lopes, Brian Raman, Robbie Knops, Jelle Klaasen, Danny van Trijp en in de finale Wesley Plaisier te verslaan en werd zo de eerste Fransman ooit die zich kwalificeerde voor het PDC World Championship. Met het uitschakelen van Mario Vandenbogaerde in de eerste ronde, werd hij in december eveneens de eerste Fransman die een partij won op het PDC-WK.

### 2024
Op de Q-School in januari 2024 won de darter een tourkaart en daarmee voor minimaal twee jaar toegang tot het professionele circuit.
Tijdens de World Cup of Darts vertegenwoordigde Tricole zijn thuisland wederom samen met Jacques Labre. In de groepsronde versloeg het tweetal de spelers uit Letland en Denemarken. In de knock-outfase was het duo uit Engeland te sterk.
Tricole versloeg Gerwyn Price in de eerste ronde van de Players Championship Finals, waarna Jeffrey de Graaf in ronde twee te sterk was.

### 2025
Door in de eerste ronde van het International Darts Open Michael Smith te verslaan, werd Tricole de eerste Fransman die een wedstrijd won op de European Tour.
Samen met Jacques Labre kwam Tricole op de World Cup of Darts uit voor Frankrijk. Het koppel verloor in de groepsfase van het duo uit Litouwen, maar won van het tweetal uit Zweden. De knock-outfase werd niet bereikt.

## Resultaten op wereldkampioenschappen

### BDO
- 2020: Laatste 32 (verloren van Ryan Hogarth met 1–3)

### WDF

#### World Championship
- 2022: Runner-up (verloren van Neil Duff met 5–6)

#### World Cup
- 2017: Laatste 32 (verloren van Jeff Smith met 2-4)
- 2019: Laatste 64 (verloren van Alan Ljubić met 2-4)

### PDC
- 2024: Laatste 64 (verloren van Rob Cross met 0–3)
- 2025: Laatste 64 (verloren van Luke Humphries met 0–3)